# 恐怖惊魂夜2 监狱岛的童谣
《恐怖惊魂夜2 监狱岛的童谣》（正标题又译“镰鼬之夜2”，副标题也译“监狱岛儿歌”）是Chunsoft开发并于2002年在PlayStation 2首发的视觉小说电子游戏。本作为公司“音响小说”品牌的第四部作品。1994年超级任天堂前作《恐怖惊魂夜》为本作的剧中剧。
游戏原版售出34万套，之后在移动电话和PlayStation Portable平台再版，并由小说、广播剧等改编作品。续作为2006年PlayStation 2游戏《恐怖惊魂夜×3 三日月岛事件的真相》。

## 开发
除了前作《恐怖惊魂夜》的编剧，推理小说作家我孙子武丸外，牧野修和田中啓文也共同编剧，三人各自编写不同的剧本。落合信也担任总监督，種田陽平担任美术监督。除了東儀秀樹、河合靖夫和羽毛田丈史谱写的新配乐外，游戏还使用了前作配乐，以及第3號交響曲等古典乐。游戏背景画面源自日本各地的摄影，拍摄耗时两月，共有6,000余张照片。
游戏发行后于日本手机和PlayStation Portable平台再版。最早的是2004年12月6日发行的日本手机版，该版本移除了部分剧本外，还因容量原因大幅缩减各剧本结局。PlayStation Portable版由世嘉2006年5月25日，以《音响小说·携带版 恐怖惊魂夜2 监狱岛的童谣》名义发行。该版本加入了16:9画面纵横比，新增了纯音频剧本《有点H的恐怖惊魂夜2》，因机能限制移除了一篇剧本，同时除去了过度暴力的场景内容。PlayStation Portable版于2007年8月30日发行The Best廉价版，2012年3月27日又于PlayStation Store上再版。此外2006年PlayStation 2续作《恐怖惊魂夜×3 三日月岛事件的真相》收录了本作的部分剧本，且修改了部分现场台词。

## 评价
《恐怖惊魂夜》PlayStation 2版售出34万套，PlayStation Portable版售出2.2万套。